# Paolo Angioni
Paolo Angioni (* 22. Januar 1938 in Cagliari; † 17. August 2025) war ein italienischer Vielseitigkeitsreiter.

## Werdegang
Angioni nahm mit seinem Pferd King an den Olympischen Sommerspielen 1964 in Tokio teil und errang dort beim Vielseitigkeitsreiten im Mannschaftswettkampf die Goldmedaille. Im Einzel belegte er den 11. Platz. 1966 erlitt er nach einem Unfall mit seinem Pferd ein Koma, konnte sich jedoch erholen und trat 1968 erneut bei den Olympischen Spielen an. Im Einzel erreichte er den 23. Platz, mit der Mannschaft schied er dagegen vorzeitig aus.

## Persönliches
Sein Bruder Stefano war ebenfalls Vielseitigkeitsreiter und nahm 1972 an den Olympischen Sommerspielen teil.